# Universitat de Nova York
La Universitat de Nova York, o New York University en anglès (es fa servir l'acrònim NYU), és una institució privada d'educació universitària i investigació, i una de les més prestigioses del món.
Establerta a Nova York, Estats Units el 1831 per Albert Gallatin i un grup de destacats novaiorquesos, la NYU ha esdevingut la major universitat privada sense ànim de lucre dels Estats Units, amb una població universitària de 39.408 estudiants (sense incloure els 12.526 estudiants que participen en programes que no atorguen crèdits).
La Nova York University ha crescut fins a comprendre actualment 14 escoles i institucions associades. Compta amb 6 grans centres a Manhattan i amb instal·lacions pròpies a Londres, París, Florència, Praga, Madrid, Berlín, Accra i Shanghai.